# Миронове
Миро́нове (до 2016 — Новопетровське) — село в Україні, у Синельниківському районі Дніпропетровської області. Входить до складу Слов'янської сільської громади. Населення становить 320 осіб. До 2020 року орган місцевого самоврядування — Зорянська сільська рада.

## Географія
Село Миронове розміщене за 2 км від села Маліївське і за 3,5 км від сіл Красногорівка та Зелене. По селу протікає пересихаючий струмок із загатою.

## Історія
На мапах XIX сторіччя село означено як Андріївка.
За даними 1859 року Андріївка була панським селом. 4 подвір'я, 21 мешканець.
2016 року за законом про декомунізацію перейменоване на Миронове.
12 червня 2020 року, відповідно до розпорядження Кабінету Міністрів України № 709-р від «Про визначення адміністративних центрів та затвердження територій територіальних громад Дніпропетровської області», увійшло до складу  Слов'янської сільської громади.
19 липня 2020 року, в результаті адміністративно-територіальної реформи і ліквідації Межівського району, село увійшло до складу новоутвореного Синельниківського району.